# 정준영 등 불법 촬영물 제작 및 유포 사건
정준영 등 불법 촬영물 제작 및 유포 사건은 버닝썬 게이트의 일환 중 하나인 사건이다. 폭로된 카카오톡 메시지에서 연예인 정준영을 주축으로 여러 연예인의 불법 촬영물 제작 및 유포가 밝혀졌다. 버닝썬 게이트는 나이트클럽과 가수 승리를 중심으로 진행되었지만, 정준영의 채팅방은 다른 아이돌 가수와 연예인들이 연루가 된 것이 밝혀졌다. 정준영은 불법 촬영물 및 유포에 대한 혐의로 수사 및 체포되었다.